# The Lords of the New Church
The Lords of the New Church est un groupe de rock britannique. Il est initialement actif entre 1982 et 1989, puis entre 2003 et 2007, de manière épisodique.

## Biographie
Le groupe est constitué de membres issus de la scène punk rock ; Stiv Bators (The Dead Boys), Brian James (The Damned), Dave Tregunna (Sham 69) et Nick Turner (The Barracudas),, mais opte pour un rock plus travaillé et plus poli,. Stiv Bators et ses comparses adoptent une apparence physique marquée par le gothique et un aspect tribal notamment les coiffures et par l'utilisation de maquillages outranciers rappelant les New York Dolls.
Dave Tregunna est remplacé en 1986 par Grant Flemming (basse) et un deuxième guitariste (Alistair Symons - ex-Dirty Strangers). Nicky Turner est remplacé en 1987 par Danny Fury (ex-Rogue Male) et Tregunna revient aux affaires en 1988 pour une dernière tournée après un bref passage dans les Cherry Bombz (ex-Hanoi Rocks). Le dernier concert des Lords of the New Church a lieu en mai 1989 au London Astoria de Londres après que Stiv Bators eut découvert que les autres membres du groupe recherchaient un nouveau chanteur pour le remplacer. Ce jour-là pendant les rappels, il arbore un t-shirt avec l'annonce du groupe reconstituée. Stiv Bators est heurté par un taxi à Paris en juin 1990. Dans la nuit, il décède d'une hémorragie cérébrale.
En 2003, deux des membres du groupe d'origine, Brian James et Dave Tregunna, reforment le groupe pour un album intitulé Hang On et une tournée avec Adam Becvare, le guitariste du groupe Lust Killers. Après un effort solo et des apparitions dans quelques groupes de second rang (Dripping Lips, Brian James Gang), Brian James résidera par la suite à Saltdean dans la proche banlieue de Brighton. Il publie en 2012 un album acoustique avec Mark Taylor (ex-clavier des Lords of the New Church) : Brian James Grand Cru. Dave Tregunna par la suite à Londres, et participe en 2011 à la reformation des Dogs d'Amour. Nicky Turner réside par la suite à Malibu (Californie, États-Unis) et n'a plus aucune activité musicale.

## Membres
- Stiv Bators (ex-Dead Boys) - chant
- Brian James (ex-The Damned) - guitare
- Dave Tregunna (ex-Sham 69) - basse
- Nicky Turner (ex-The Barracudas) - batterie

## Discographie

### Albums studio
- 1982 : The Lords of the New Church
- 1983 : Is Nothing Sacred?
- 1984 : The Method to Our Madness
- 1987 : Psycho Sex (EP)
- 2003 : Hang On

### Albums live
- 1988 : Live at the Spit
- 1988 : Scene of the Crime
- 1989 : Second Coming

### Compilations
- 1985 : Killer Lords
- 2000 : The Anthology
- 2002 : The Lord's Prayer I
- 2003 : The Lord's Prayer II
- 2010 : Rockers